# 多項式の内容と原始多項式
代数学における多項式の内容（ないよう、英: content; 容量）は、与えられた多項式のすべての係数の最大公約数を言い、内容が 1 に等しい多項式は原始多項式（げんしたこうしき、英: primitive polynomial）であるという。この場合の多項式は、整係数（あるいはより一般にUFDなど、最大公約数の定義できる整域（GCD整域））で考えるものとする。
任意の多項式は、その内容と原始多項式の積として（係数環の単元を掛ける違いを除いて）一意に表される（内容–原始成分分解）。このとき、原始多項式となる因子を、この多項式の原始成分 (primitive part) と呼ぶ。すなわち、多項式をその内容で割ったものがその多項式の原始成分であり、原始多項式の原始成分はもとの原始多項式そのものである。
多項式に関するガウスの補題は、(同じUFDを係数環とする)原始多項式の積がふたたび原始多項式となることを述べるものである。これはしたがって、多項式の積の内容および積の原始成分は、それぞれ内容の積および原始成分の積に等しいことを意味する。
係数の最大公約数を計算することは多項式の因数分解の計算よりも極めて計算量が低いから、多項式の因数分解を行うためのアルゴリズムでは一般には真っ先に内容–原始成分分解を行うべきである（これにより、多項式の因数分解問題は、内容および原始成分の分解問題に分割して帰着される）。
内容および原始多項式の概念は、有理係数（あるいはより一般にGCD整域の商体）の場合に一般化することができる。これにより、有理係数多項式の因数分解問題が整係数多項式の因数分解と整数の最大公約数の計算を行うことに本質的に同値であると知ることができる。

## 整数環上での記述
整係数多項式の場合、多項式の内容はそれに現れる係数すべての最大公約数またはその反数である（どちらとするかは任意であり、あるいは規約にもよるが、ふつうは原始成分の最高次係数を正とするように選ぶ）。

## 性質
以下、係数環 R はUFD（典型的には整数環や体上の多項式環）とする。UFDにおいて最大公約数は矛盾なく定義され、それは R の単数を掛ける違いを除いて一意である。
R-係数多項式 P の内容を c(P) と書くことにすれば、それは P のすべての係数の最大公約数として単元倍の違いを除いて一意に定まる。また P の原始成分を pp(P) と書けば、それは P を内容で割った商 P/c(P) に等しく、したがって R の単元倍の違いを除いて一意に定まる R-係数多項式である。P の内容をその単元倍に取り換えるとき、原始成分は同じ単数の逆数倍で置き換えるならば {\displaystyle P=c(P)\operatorname {pp} (P)} なる関係式は常に保たれる（この関係式を P の内容–原始成分分解 (primitive-part-content factorization) と呼ぶ）。
内容と原始多項式に関するもっとも顕著な性質として、原始多項式の積がふたたび原始多項式となることを主張するガウスの補題が挙げられる。これは以下のことを含意するものである:
- 多項式の積の内容は、それら多項式の内容の積に等しい: {\displaystyle c(P_{1}P_{2})=c(P_{1})c(P_{2}).}
- 多項式の積の原始成分は、それら多項式の原始成分の積に等しい: {\displaystyle \operatorname {pp} (P_{1}P_{2})=\operatorname {pp} (P_{1})\operatorname {pp} (P_{2}).}
- 多項式の最大公約数の内容は、それら多項式の内容の R における最大公約数に等しい: {\displaystyle c(\operatorname {gcd} (P_{1},P_{2}))=\operatorname {gcd} (c(P_{1}),c(P_{2})).}
- 多項式の最大公約数の原始成分は、それら多項式の原始成分の R 上の最大公約数に等しい:

{\displaystyle \operatorname {pp} (\operatorname {gcd} (P_{1},P_{2}))=\operatorname {gcd} (\operatorname {pp} (P_{1}),\operatorname {pp} (P_{2})).}
- R 上の多項式の（素）因数分解は、その多項式の内容を R 上で素因数分解したものと、その多項式の原始成分を R 上の多項式環の中で因数分解したものとの積として与えられる。

最後の性質から、多項式の内容–原始成分分解を考えることで、多項式の因数分解を内容の分解と原始成分の分解という別々の計算に帰着させられることが分かるが、内容–原始成分分解は R において最大公約数を計算するだけでよく、これは普通は因数分解問題より極めて容易に処理できるのだから、これは広範に意味のある事実である。

## 有理数体上での記述
内容–原始成分分解は以下のように有理係数にまで拡張できる。
与えられた有理係数多項式 P に対しそのすべての係数の共通分母（最小公分母）d を用いて {\displaystyle P={\frac {Q}{d}}} と書けば、ここに Q は整係数多項式となる。P の内容は Q の内容を d で割った商 {\displaystyle c(P):={\frac {c(Q)}{d}}} として与えられ、P の原始成分は Q の原始成分そのもの: {\displaystyle \operatorname {pp} (P):=\operatorname {pp} (Q)} として与えられる。
さてこの定義が共通分母 d のとり方に依存しないことは確認すべき事項であるが、それは容易である。また内容–原始成分分解　{\displaystyle P=c(P)\operatorname {pp} (P)} はこの設定の下でも依然有効である。
さてこれにより、有理係数の任意の多項式が一意に定まる整係数原始多項式に同伴となることが従う。この原始多項式はユークリッドの互除法によって計算できる。
重要な帰結の一つとして、有理係数の範囲での多項式の因数分解は整係数の範囲での因数分解に同値になることが挙げられる。整係数多項式よりも体上の多項式のほうがはるかに一般的であるから、一見してこの同値性は整係数多項式の分解に利用する方に意味がありそうにも思えるが、実はそれは反対である。すなわち、有理係数多項式の因数分解の効果的なアルゴリズムは、適当な素数 p を法とする有限体上での問題に帰着するために、この同値性を用いて整係数での因数分解に帰着する方法を用いる。
この同値性を多項式の最大公約数の計算に用いることもできる。互除法は有理数係数の多項式に対して定義できるから、それを直接用いればよいのだけれども、実はこの場合には多くの係数を簡約形（既約分数）にしておかなければ互除法がうまく回らないから、整係数多項式に対する互除法の計算よりも非常に重たい計算を強いられることになるのである。（多項式の最大公約数の項を参照）。

## 商体上での記述
前節の内容は「整数環」および「有理数体」と書いた部分をそれぞれUFD R およびその商体 K に取り換えても依然として有効である。
これは典型的には多変数多項式の因数分解に対して用いたり、あるいはUFD上の多項式環がふたたびUFDとなることの証明に用いたりすることができる。

### 多項式環の一意分解性
体上の多項式環はUFDであることはよく知られている。同じことはUFD上の多項式環についても言えるが、これを見るには一変数の場合を見れば十分である（多変数の場合は不定元の数に関する帰納法で一変数の場合に帰着できる）。
一意分解性はユークリッドの補題（既約元が積を割り切るならば、その既約元はその積の何れか一つの元を割り切る）からの直接の帰結として得ることができる。体上の一変数多項式の場合には、この結果はベズーの等式（これもまた互除法で求められる）から得られる。

### 多変数多項式の分解
体上の、または整係数の、多変数多項式の因数分解については、それをより不定元の数の少ない多項式環に係数を持つ一変数多項式とみることができるから、この設定における内容および原始成分の分解に問題を分けることができる。この場合に多項式の内容は不定元が一つ少ない多項式として与えられるから、以下帰納的に分解していけばよい。原始成分に関しては、残した変数に関する次数を変えないように係数環の不定元を整数に置き換えて得られた一変数多項式を分解し、それをもとの原始成分の分解に持ち上げるというのが標準的な方法である。

## 注